# Frauen in der Kunst

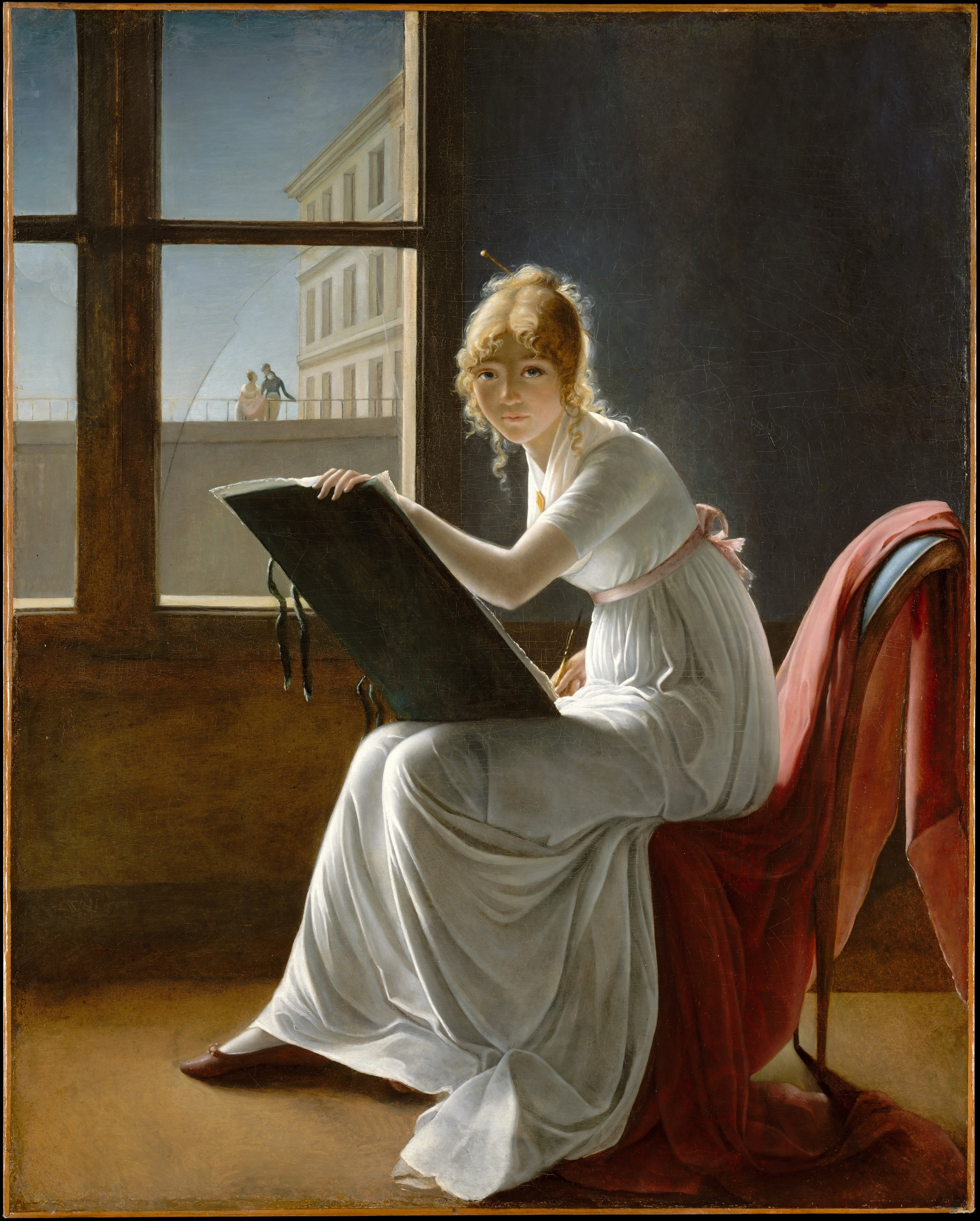
Zeichnende junge Frau, von Marie-Denise Villers, 1801, Klassizismus

Frauen in der (bildenden) Kunst bezieht sich im zeitgenössischen Verständnis auf das Wirken und die Situation von Frauen in der Bildenden Kunst in Vergangenheit und Gegenwart als Teil der Frauengeschichte. Im Einzelnen geht es um Künstlerinnen, Galeristinnen, Kunsthändlerinnen, Kunstmäzeninnen und -sammlerinnen, Kunstkritikerinnen, Auktionatorinnen, Frauen im Lehrbetrieb an Kunstakademien, Kunsthistorikerinnen, Modelle und Musen, sowie ihre Beiträge zur Kunstentwicklung, ihren Einfluss auf die Kunstgeschichte und den Kunstmarkt, ihre Strategien im Kunstbetrieb und die Rezeption ihrer Arbeit. Die Übergänge zwischen den Kunstepochen sind fließend.

## Künstlerinnen

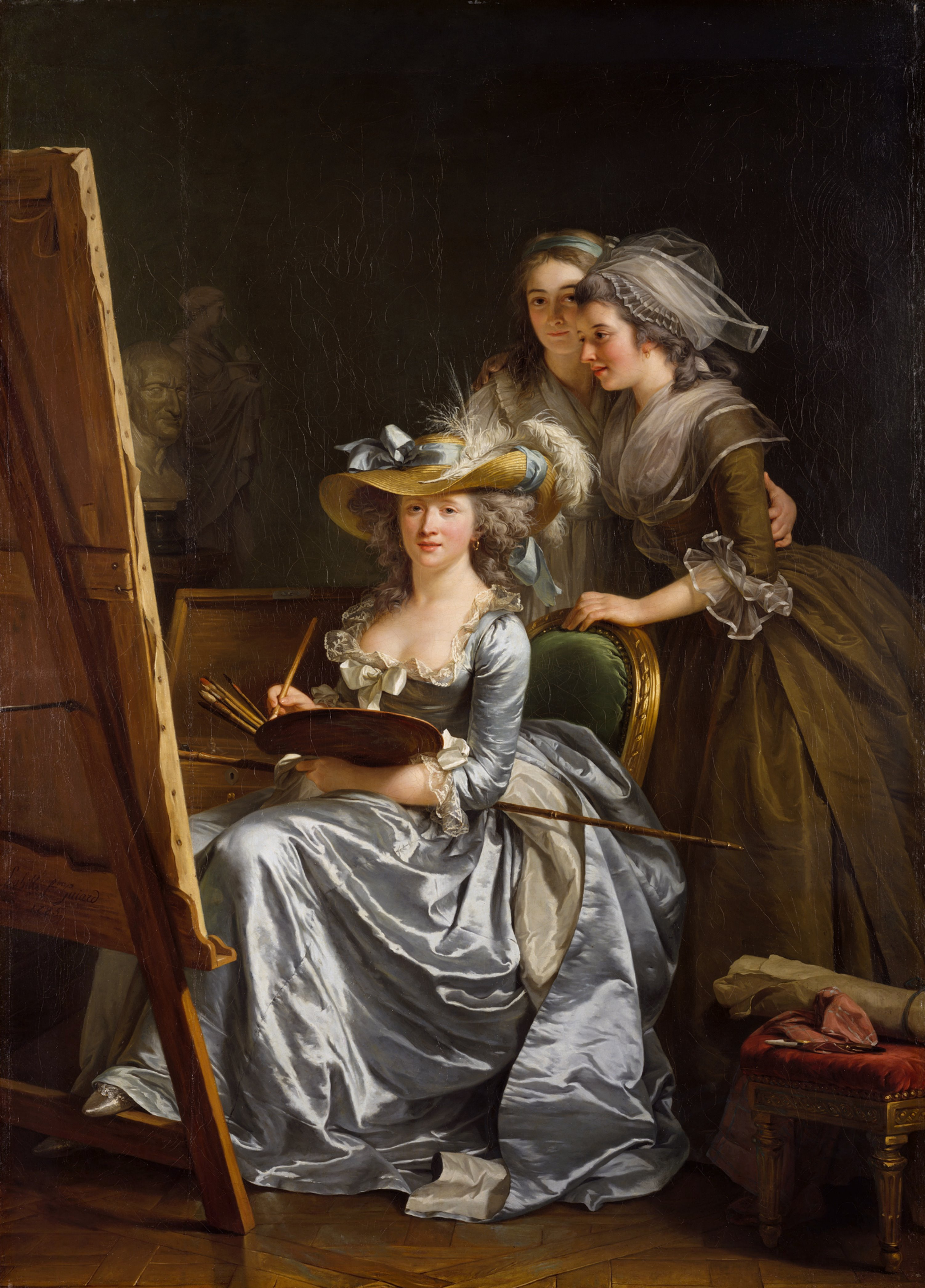
Adélaïde Labille-Guiard: Selbstbildnis mit zwei Schülerinnen, 1785

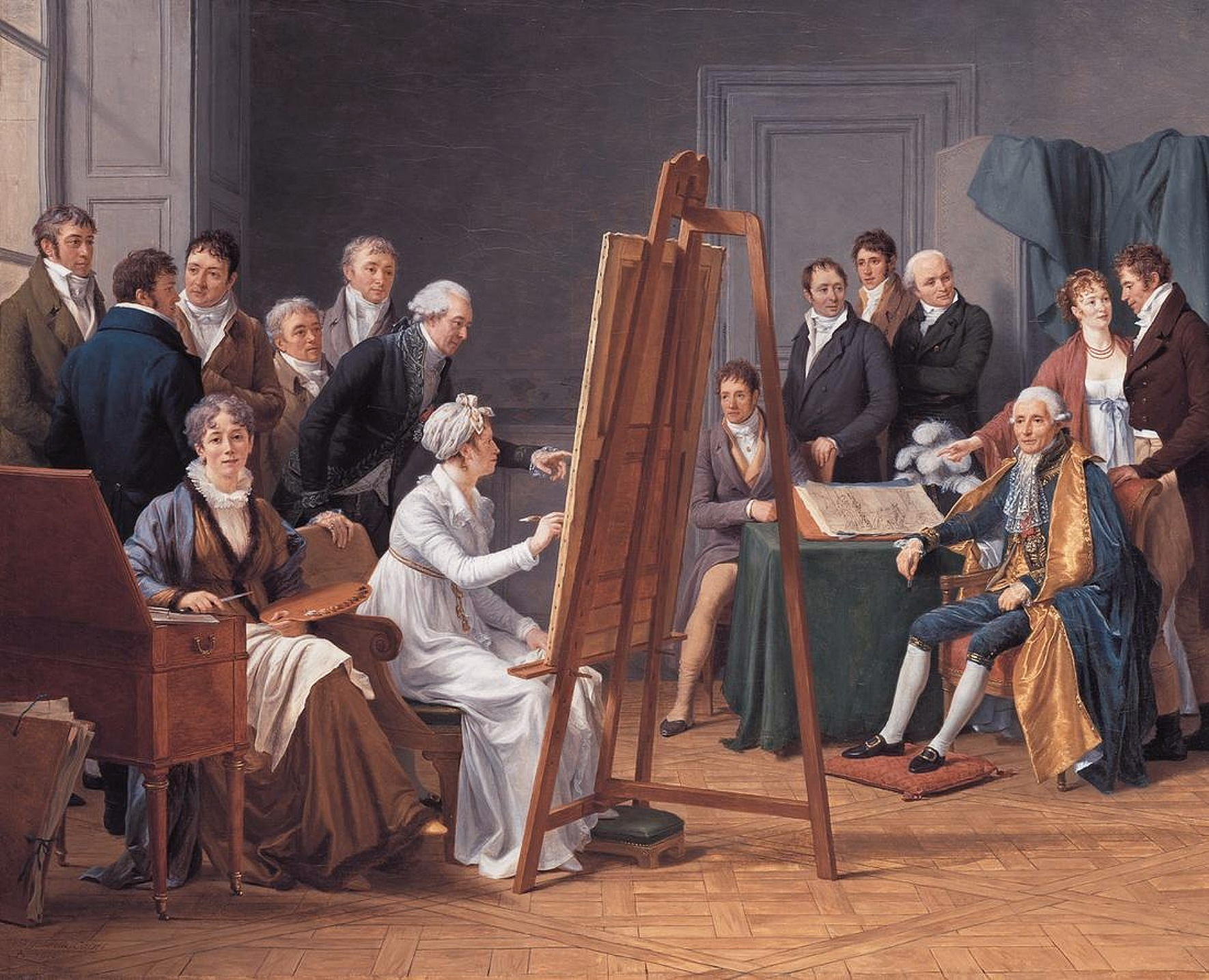
Marie-Gabrielle Capet: Atelierszene, 1808

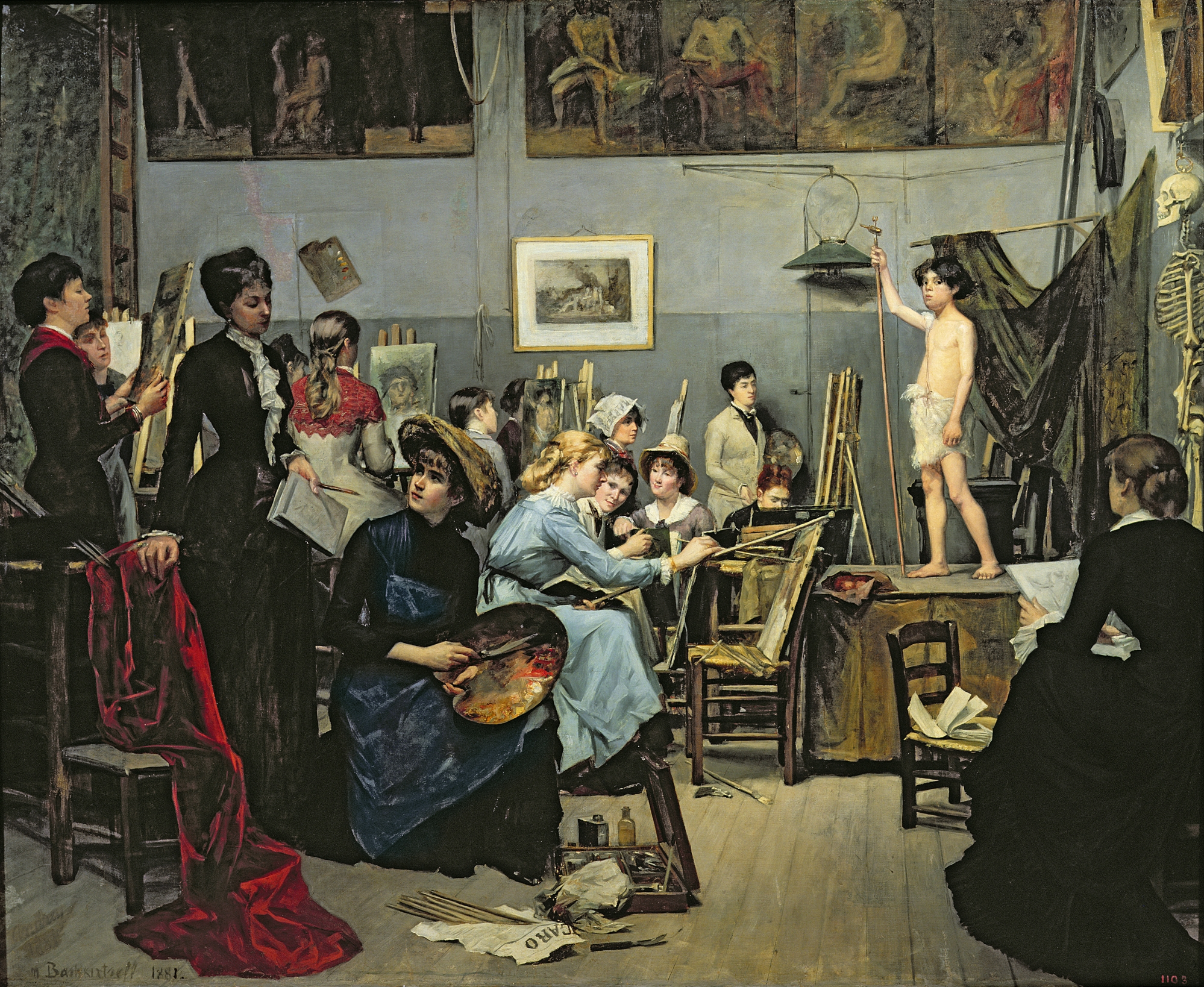
Das Atelier, 1881, von Marie Bashkirtseff, die Studentin an der Académie Julian war

Aktklasse in der Académie Colarossi, um 1901, Fotografie von Clive Holland

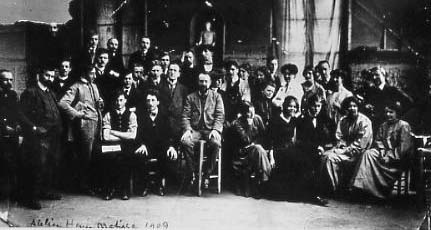
Matisse und seine Studentinnen und Studenten im Atelier, 1909

## Galeristinnen und Kunsthändlerinnen

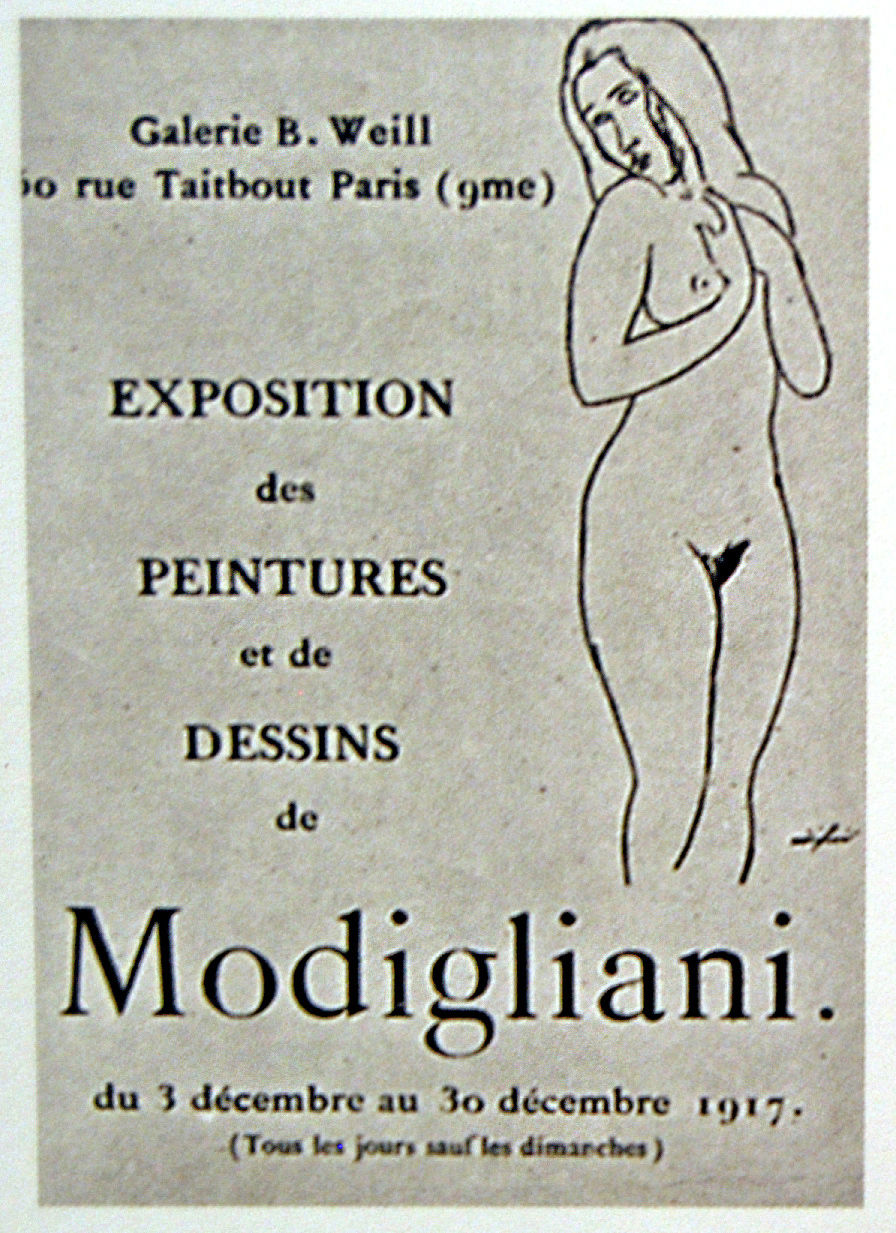
Amedeo Modigliani 1917 bei Berthe Weill

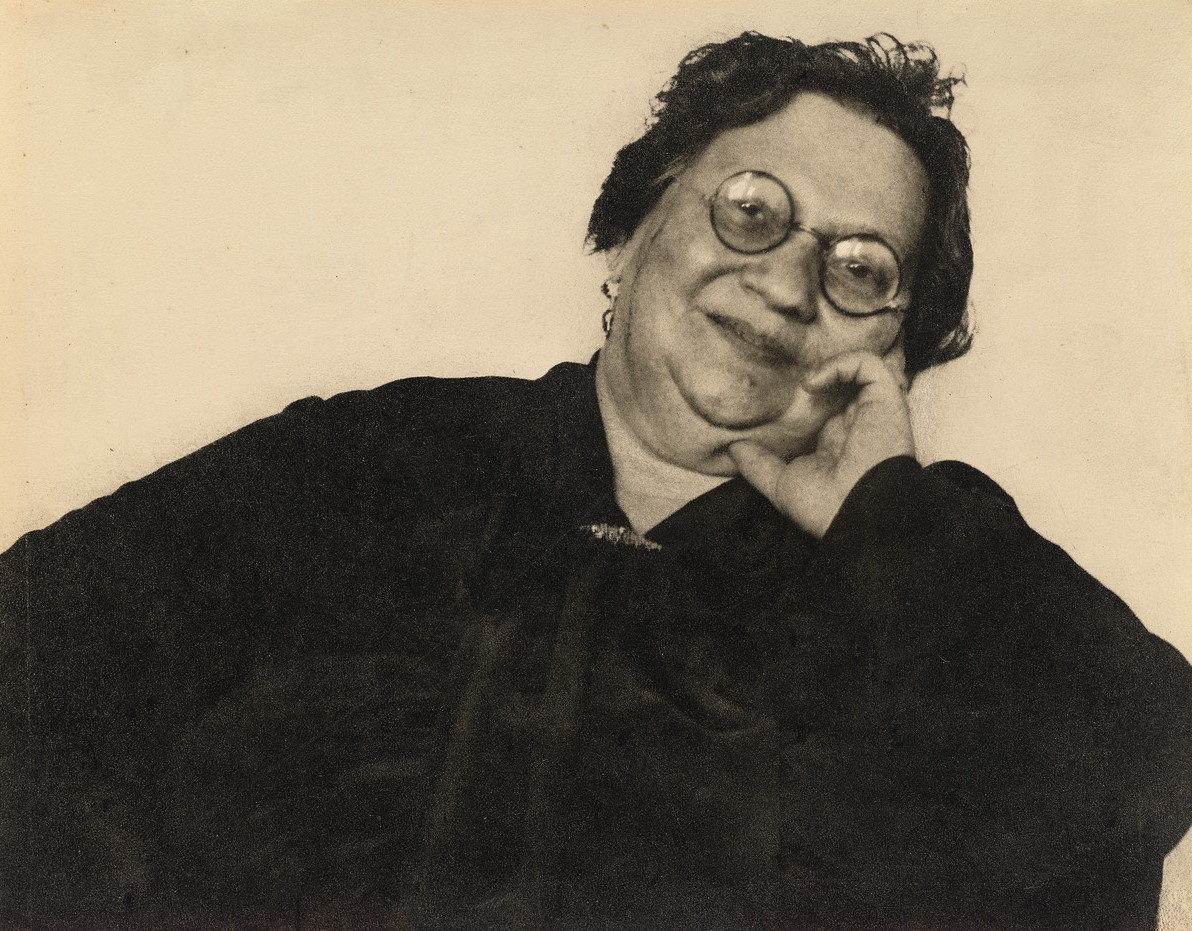
Porträt Mutter Ey von Hugo Erfurth (1930)

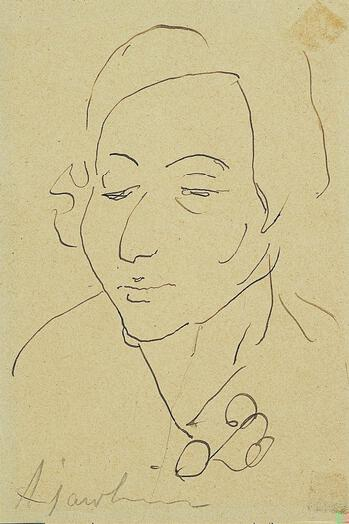
Alexej von Jawlensky: Porträt Galka Scheyer, 1919/21

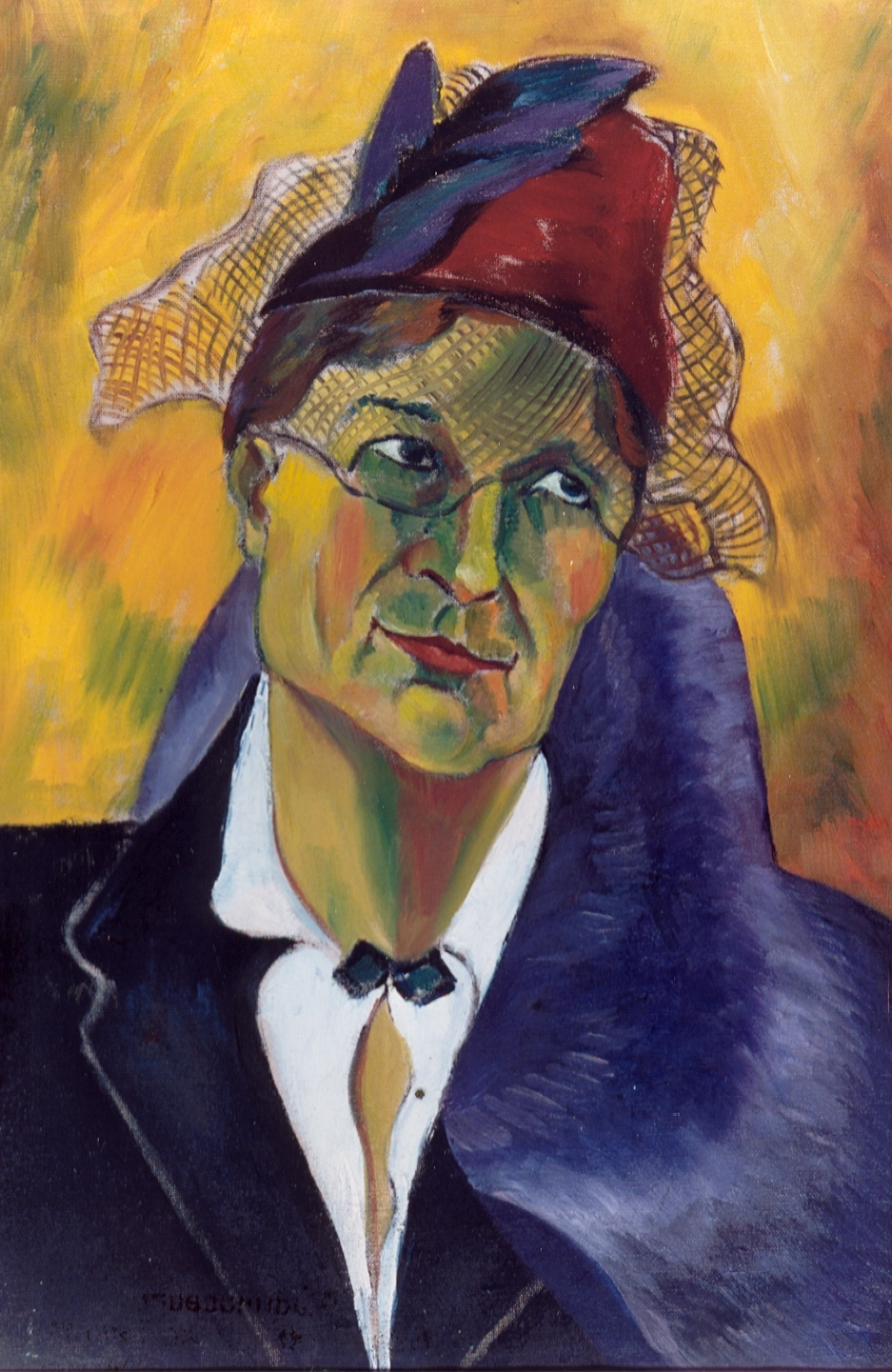
Hanna Bekker vom Rath: Selbstporträt mit Hut (um 1948)

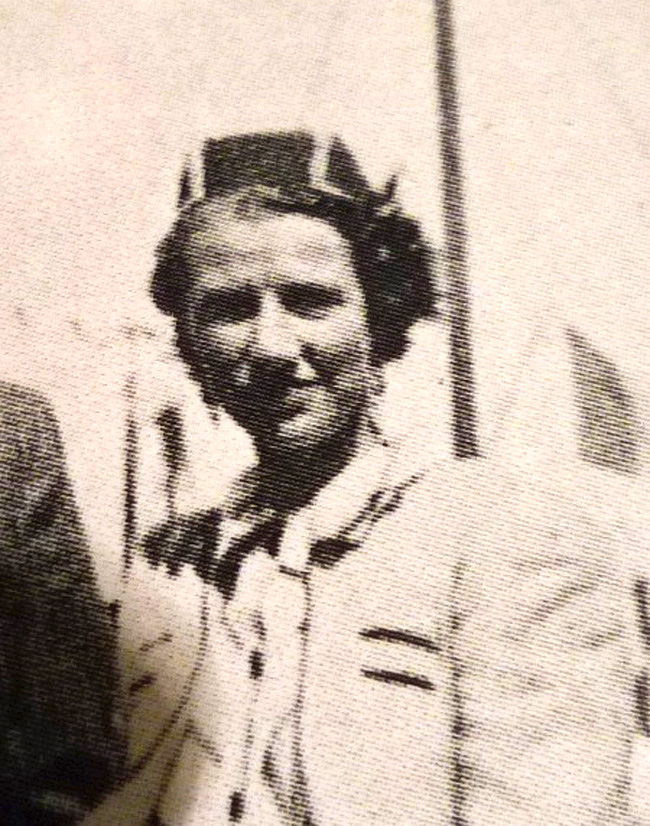
Peggy Guggenheim in Marseille, 1937

## Kunstmäzeninnen und -sammlerinnen

Gertrude Stein in ihrem Salon, 1905. Links oben eine Version von Paul Cézannes Badenden. Die Wände füllten sich nach weiteren Käufen von Gemälden bis zur Decke.

## Modelle und Musen

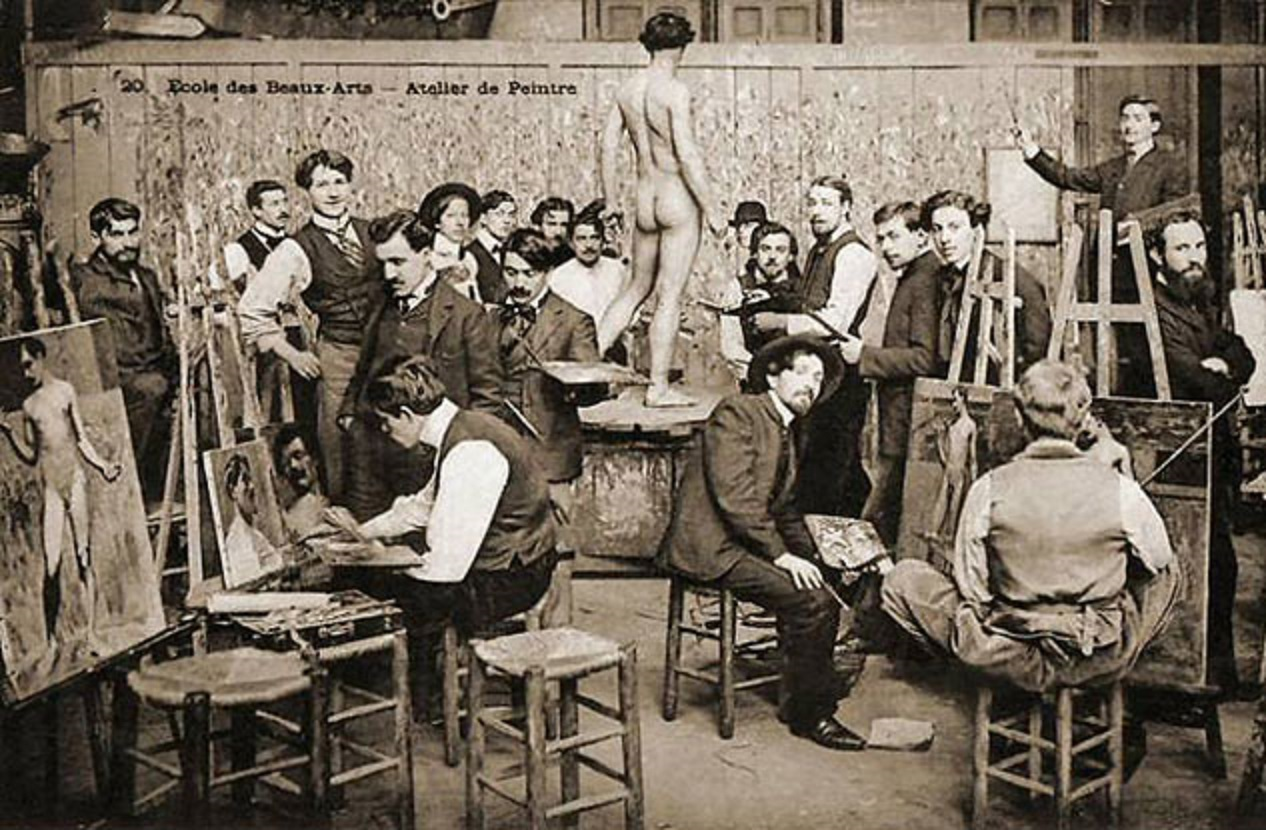
Aktmodell an der École des Beaux-Arts de Paris, spätes 19. Jahrhundert